# Peridroma tenebricorsa
Peridroma tenebricorsa là một loài bướm đêm trong họ Noctuidae.